# 레베카 블럼하젠
레베카 블럼하젠(Rebecca Blumhagen)은 미국의 배우이다.

## 영화

### 영화
- 레프티 루지 라이티 타이티 (2012, Lefty Loosey Righty Tighty) - 메리 역
- 유스 인 오리건 (2016, Youth in Oregon)
- The Road Home (2023)

### 텔레비전
- 걸스 가이드 투 디프라비티- 쿨하게 연애 하는 법칙 (2012, The Girl's Guide to Depravity) - 서맨사 역